# Edmontosaurini
Edmontosaurini („ještěři z Edmontonu“) je tribus (taxonomická skupina) sedmi zatím popsaných rodů vývojově vyspělých kachnozobých dinosaurů (hadrosauridů), žijících v období pozdní svrchní křídy (geologické stupně kampán až maastricht, asi před 73 až 66 miliony let), na území "severních" kontinentů. Fosilie některých zástupců se dochovávají často ve vynikajícím stavu (jako tzv. dinosauří mumie).

## Zástupci
- †Edmontosaurus (Kanada, USA)
- †Kerberosaurus (Ruská federace)
- †Kamuysaurus (Japonsko)[2]
- †Kundurosaurus (Ruská federace)
- †Laiyangosaurus (Čína, provincie Šan-tung)
- †Shantungosaurus (Čína, provincie Šan-tung)
- †Ugrunaaluk (USA, Aljaška)

## Výskyt a paleoekologie
Tito velcí až obří ornitopodní dinosauři obývali oblasti dnešního západu Severní Ameriky a východní Asie. Jsou známá také početná ložiska jejich koster, poukazující na jejich stádní způsob života a sociální vazby ve skupinách. Obvykle jsou objevovány kostry dospělých nebo subadultních exemplářů, jen výjimečně zkameněliny malých mláďat. Ve východní Montaně byly například objeveny fosilie mláďat edmontosaurů, které jsou například v sedimentech souvrství Hell Creek celkově velmi vzácné.
Do této skupiny patří i největší známí ornitopodní dinosauři vůbec, čínský Shantungosaurus giganteus, dosahující délky až 17 metrů a hmotnosti kolem 17,4 tuny, a dále severoamerický Edmontosaurus, jehož největší jedinci dosahují délky přes 15 metrů a hmotnosti až 8 tun.

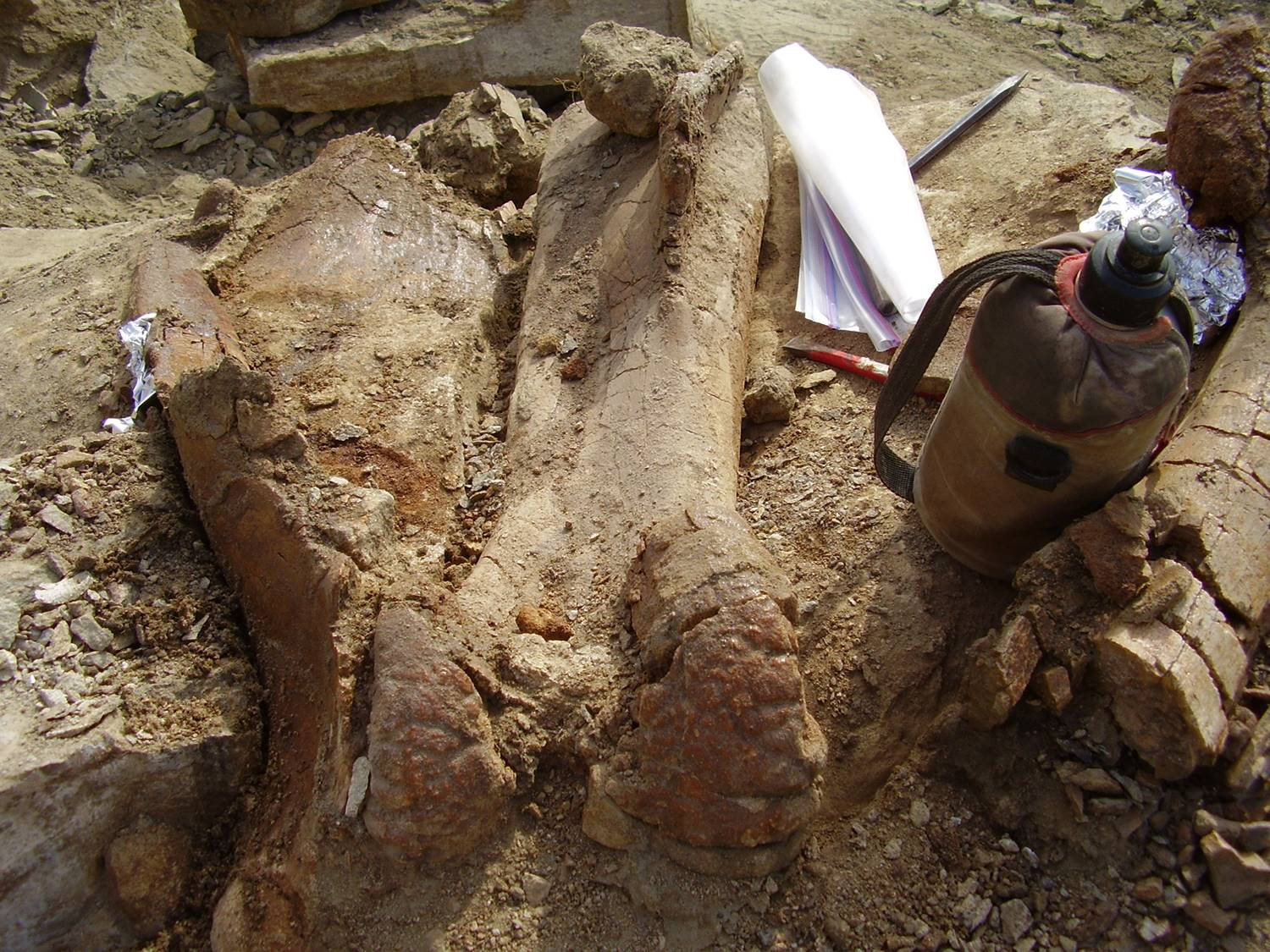
Fosilní kosti velkého kachnozobého dinosaura edmontosaura, objevené ve východní Montaně (souvrství Hell Creek).

## Klasifikace
Tribus Edmontosaurini spadá do čeledi Hadrosauridae a podčeledi Hadrosaurinae (nebo Saurolophinae), což záleží na definici kladu a zejména pak systematické příslušnosti druhu Hadrosaurus foulkii.